# Apalis binotata
Apális-de-suíças ou apális-de-suíças-pálido (Apalis binotata) é uma espécie de ave da família Cisticolidae.
Pode ser encontrada nos seguintes países: Angola, Camarões, República Democrática do Congo, Guiné Equatorial, Gabão, Tanzânia e Uganda.
Os seus habitats naturais são: florestas secas tropicais ou subtropicais e florestas subtropicais ou tropicais húmidas de baixa altitude.